# Eparchia jakucka i leńska
Eparchia jakucka i leńska – jedna z eparchii Rosyjskiego Kościoła Prawosławnego. Jej siedzibą jest Jakuck, granice pokrywają się z terytorium Jakucji.

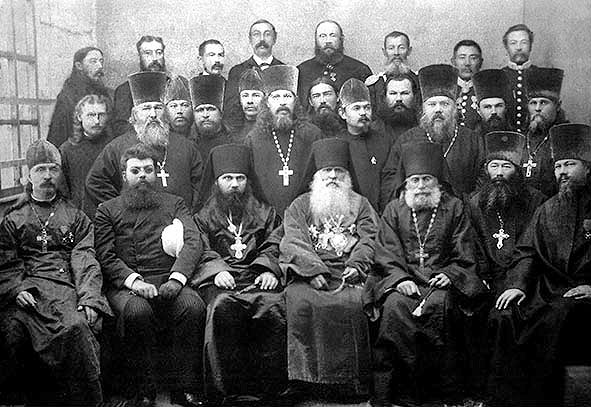
Biskup jakucki Melecjusz (Jakimow) w otoczeniu duchowieństwa eparchii, przed 1897

Eparchia powstała według różnych źródeł w 1869 lub w 1870 pod nazwą jakucka i wilujska. Jej pierwszą katedrą był sobór Trójcy Świętej w Jakucku. Działała nieprzerwanie do 1937, gdy na skutek prześladowań radzieckich straciła praktycznie możliwość prowadzenia jakiejkolwiek aktywności duszpasterskiej. Synod Rosyjskiego Kościoła Prawosławnego powołał nowego ordynariusza eparchii dopiero w 1993. Wtedy również zmieniono jej nazwę na jakucka i leńska.
W 2016 eparchia dzieliła się na 10 dekanatów, w ramach których działało 76 parafii. W wymienionym roku na terenie eparchii funkcjonowało 145 cerkwi i kaplic. Placówki duszpasterskie obsługiwało 64 kapłanów (w tym 14 zakonnych). W eparchii działały również 3 monastery: Przemienienia Pańskiego w Jakucku (męski), św. Andrzeja w Mirnym (męski) i Opieki Matki Bożej w Jakucku (żeński).

## Biskupi jakuccy[2]
- Paweł (Popow), 1860–1866
- Piotr (Jekatierinowski), 1866–1867
- Dionizy (Chitrow), 1868–1883
- Jakub (Domski), 1884–1889
- Melecjusz (Jakimow), 1889–1896
- Nikodem (Prieobrażenski), 1896–1898
- Nikanor (Nadieżdin), 1898–1905
- Makary (Pawłow), 1905–1909
- Innocenty (Pustynski), 1909–1910 i ponownie do 1912
- Melecjusz (Zaborowski), 1912–1916
- Eutymiusz (Łapin), 1916–1920
- Sofroniusz (Ariefjew), 1920–1922
- Irynarch (Sinieokow-Andriejewski), 1923–1925
- Sofroniusz (Starkow), 1926
- Synezjusz (Zarubin), 1927–1928
- Serafin (Winogradow), 1929–1937 (?)[4]
- German (Moralin), 1993–2004
- Zosima (Dawydow), 2004–2010
- Eliasz (Bykow), 2010–2011
- Roman (Łukin), od 2011